# 큰볼기근
큰볼기근(gluteus maximus) 또는 대둔근(大臀筋)은 엉덩부위의 주요 근육이다. 3개의 볼기근 중 가장 큰 근육이며 엉덩부위 각 면의 모양의 큰 부분을 이룬다. 다른 볼기근에는 중간볼기근과 작은볼기근이 있다. 큰볼기근의 두껍고 힘살이 많은 덩어리는 볼기의 모양을 형성한다. 인체에서 가장 큰 단일 근육이다.
이렇게 큰 크기는 인간의 근육계에서 가장 두드러지는 특징 중 하나이다. 큰볼기근은 그 크기로 인해 똑바로 선 자세에서 몸통을 유지하는 데에 힘이 된다. 다른 영장류의 엉덩이는 사람에 비해 훨씬 납작하기 때문에 똑바로 선 자세를 유지할 수 없다. 인간의 큰볼기근은 다른 영장류보다 훨씬 크고 두껍다.
큰볼기근은 서로 나란한 방향의 근육다발로 구성되어 있으며, 근육다발이 모이면 섬유성의 사이막에 의해 나누어진 더 큰 다발들을 이룬다.

## 구조

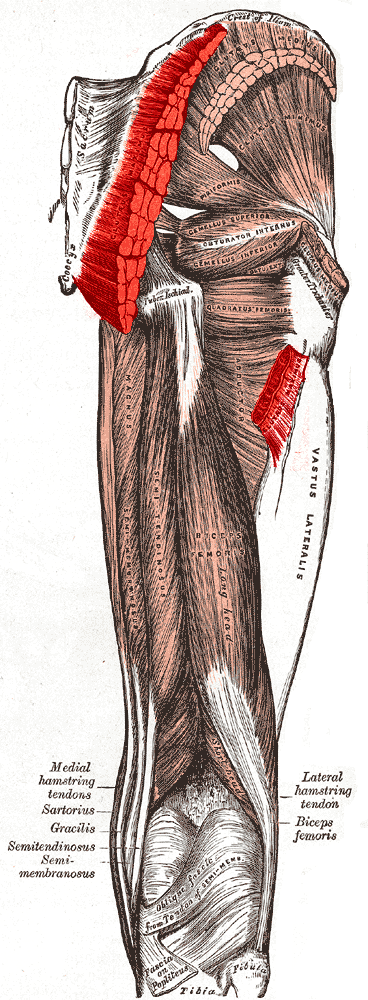
볼기와 넓적다리 뒤쪽의 근육들. 큰볼기근의 이는곳과 닿는곳이 보인다.

큰볼기근은 볼기의 가장 바깥쪽 근육으로, 엉덩뼈 상부의 안쪽에 위치한 뒤볼기선(posterior gluteal line), 골반의 그 외 다른 뼈, 엉덩뼈능선, 엉치뼈 하부, 꼬리뼈 가장자리, 척추기립근의 널힘줄(등허리근막), 엉치결절인대, 그리고 중간볼기근을 덮고 있는 근막(볼기널힘줄)에서 시작된다. 이렇게 발생한 근섬유는 비스듬하게 아래가쪽으로 향한다.
큰볼기근은 크게 두 영역에서 끝난다.
- 근육의 보다 위쪽의 큰 부분을 형성하는 근섬유. 두꺼운 힘줄성의 층을 형성한 뒤 큰돌기를 가로지르고, 넙다리근막의 엉덩정강띠에 닿는다.
- 아래쪽의 깊은쪽 섬유는 가쪽넓은근과 큰모음근 사이에서, 거친선의 볼기근거친면에 닿는다. 만일 존재하는 경우라면, 셋째돌기 역시 큰볼기근이 와서 닿는곳이 된다.

## 기능
큰볼기근은 볼기에서 다리를 곧게 하는 역할을 한다. 엉덩관절에서 다리를 굽힌 상태라면, 큰볼기근이 수축했을 때 다리가 곧게 펴지게 된다.
고정점을 아래로 둔 채, 큰볼기근은 골반에 작용하여 넙다리뼈의 머리 위쪽에서 골반과 몸통을 지지한다. 이는 특히 한쪽 다리로만 서 있을 때 더욱 명백히 드러난다. 큰볼기근의 가장 강력한 작용은 몸을 굽히고 있다가 다시 똑바로 선 자세를 취할 때 발생한다. 이때 넙다리두갈래근의 긴갈래, 반막근, 반힘줄근, 큰모음근이 이를 돕는다.
또한 큰볼기근은 넙다리근막의 긴장근으로도 작용한다. 엉덩정강띠로 연결되어 있으므로 서 있는 동안 폄근이 이완되어 있을 때 넙다리뼈를 정강뼈와의 관절면에서 안정하게 하는 역할도 한다.
큰볼기근 하부는 하지의 모음근이자 바깥돌림근으로도 작용한다. 상부 근섬유는 엉덩관절의 벌림근 역할을 한다.

## 추가 이미지

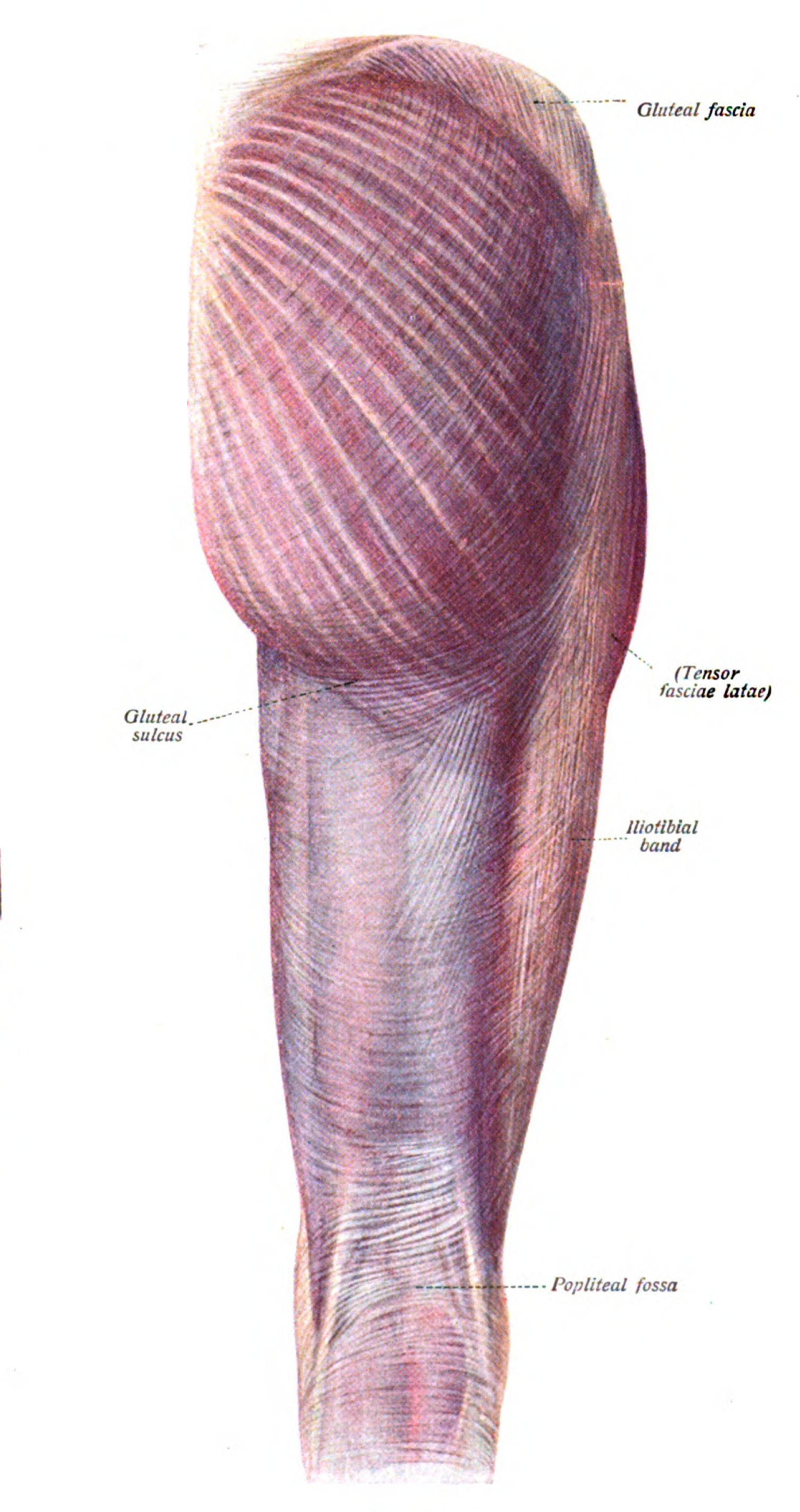
큰볼기근은 볼기의 가장 얕은 근육으로, 피부를 제거한 오른쪽 다리의 위쪽에 그려져 있다.
다른 근육 없이 큰볼기근만을 골격에 그려 넣은 모습.
노랗게 표시된 큰볼기근.
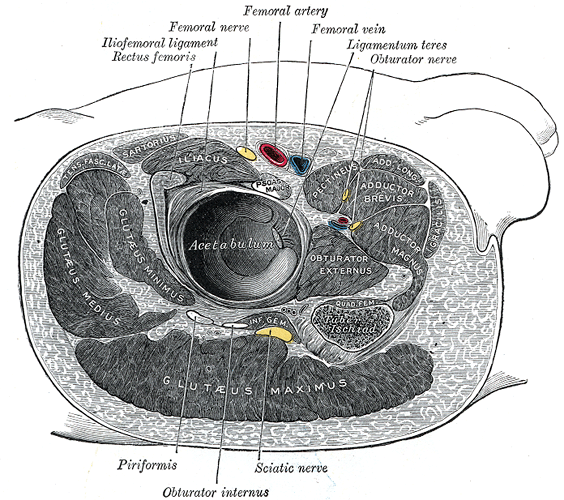
오른쪽 엉덩관절을 둘러싸고 있는 구조. 큰볼기근은 그림의 아래쪽에 보인다.
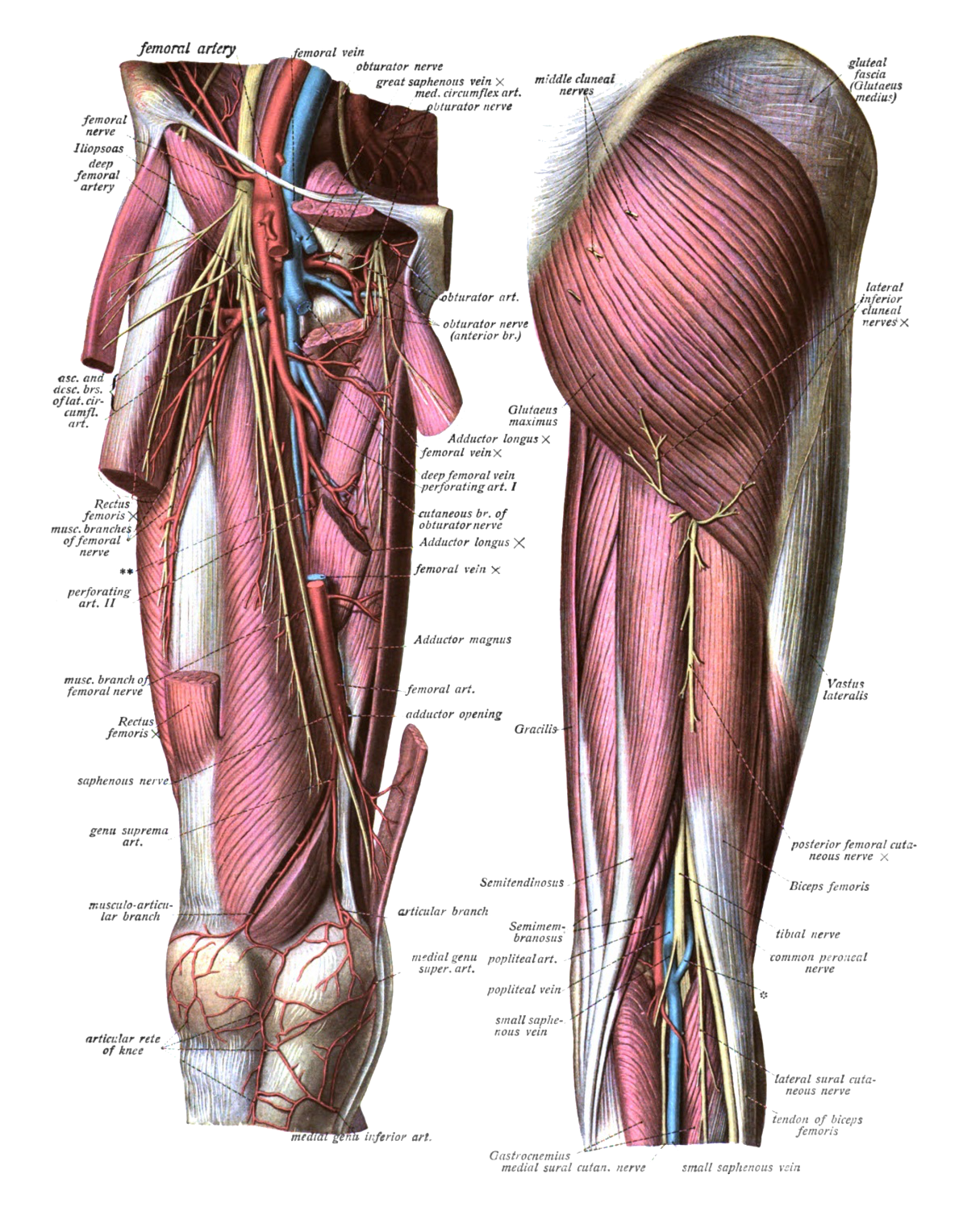
큰볼기근의 신경 분포와 혈액 공급.
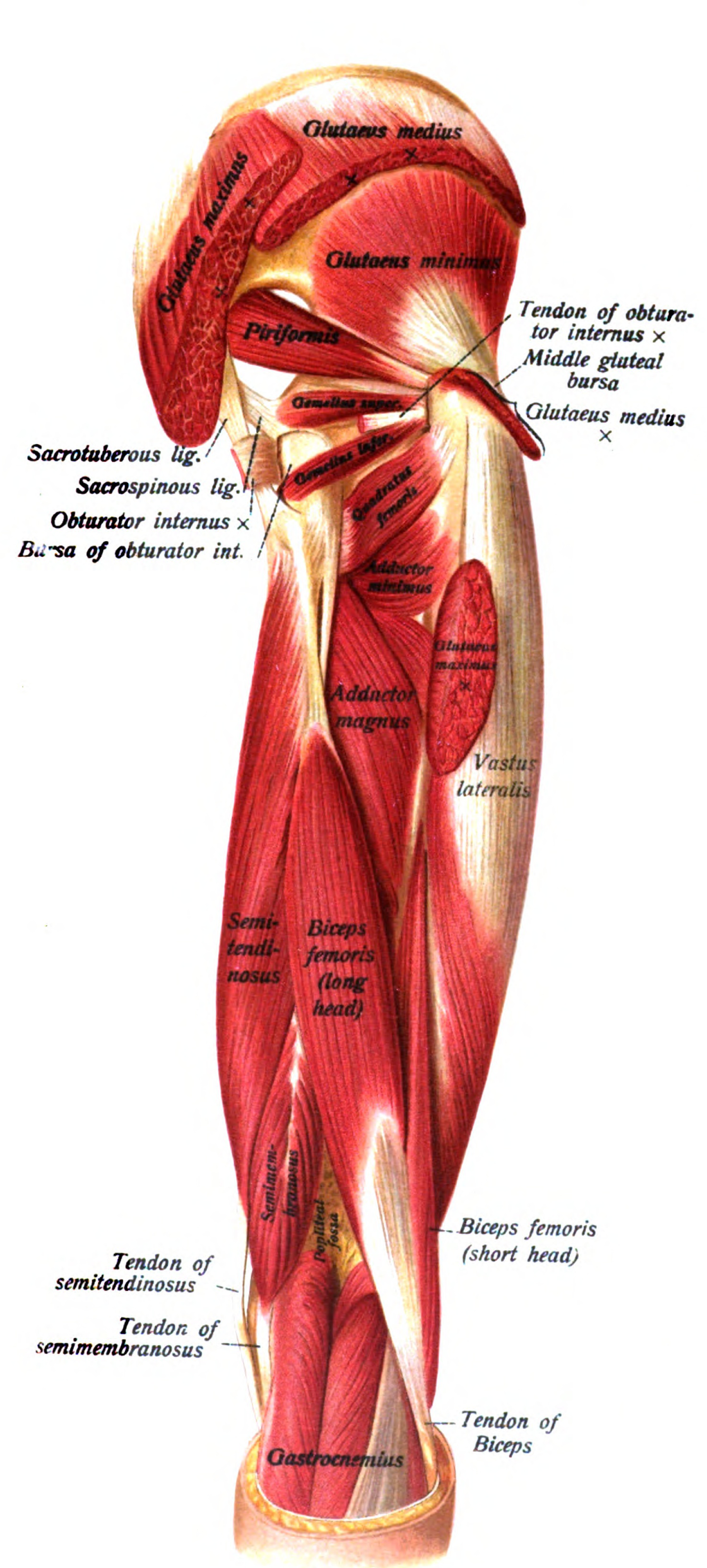
큰볼기근을 잘라 깊은 쪽의 구조를 보이게 한 모습.
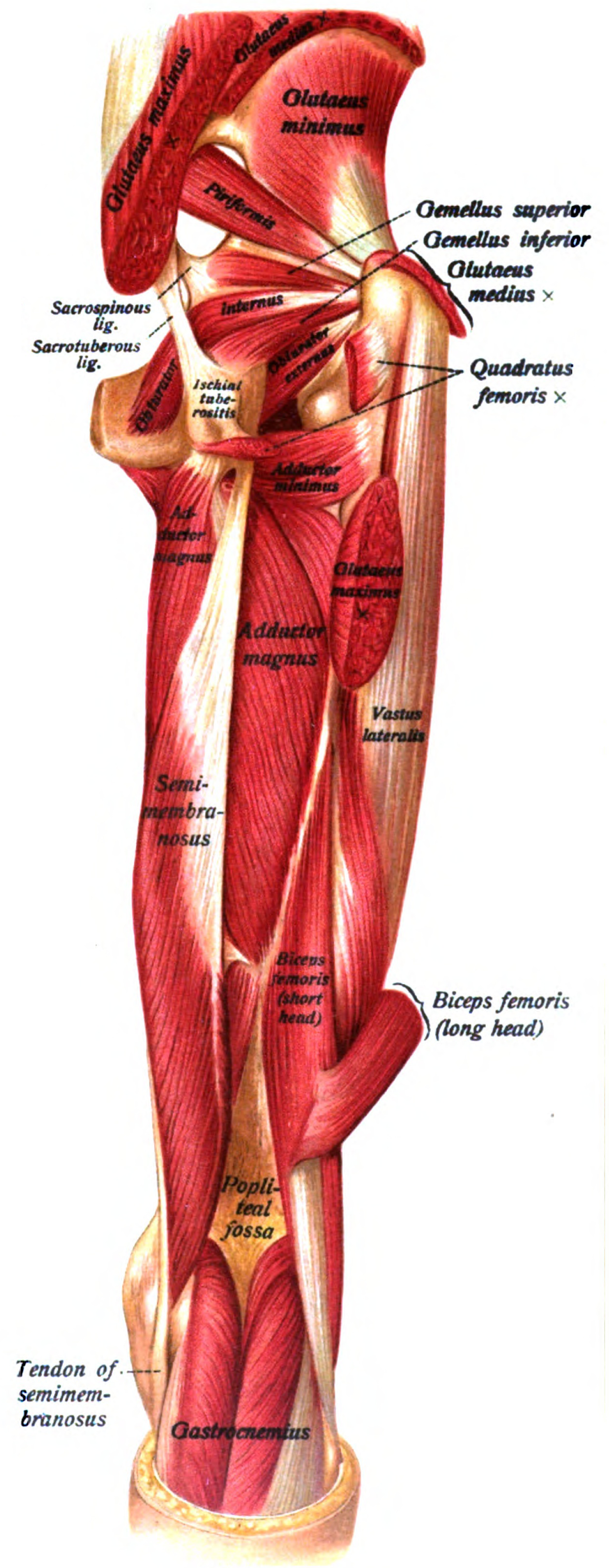
큰볼기근을 잘라 깊은 쪽의 구조를 보이게 한 모습.
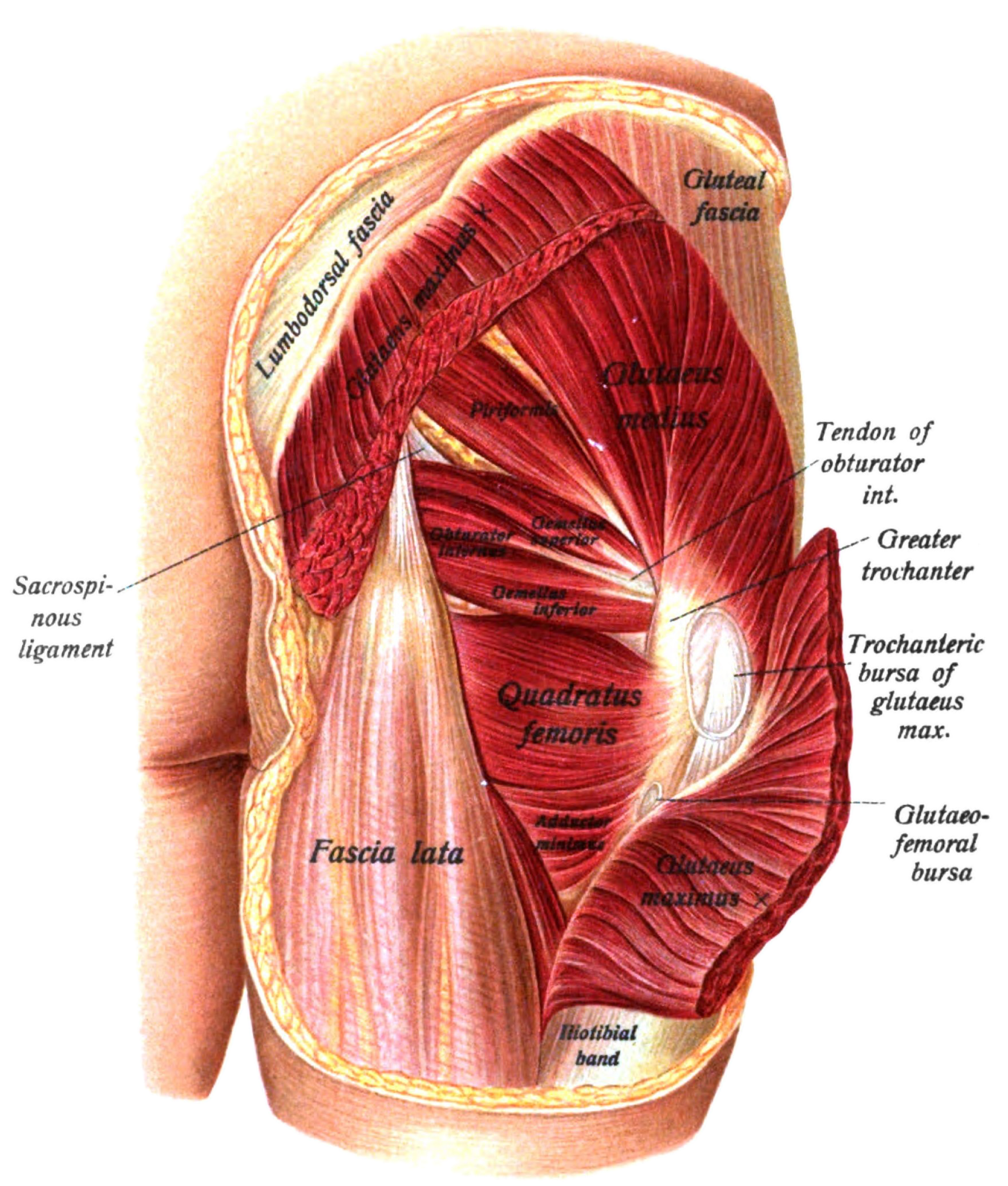
큰볼기근 아래의 구조.
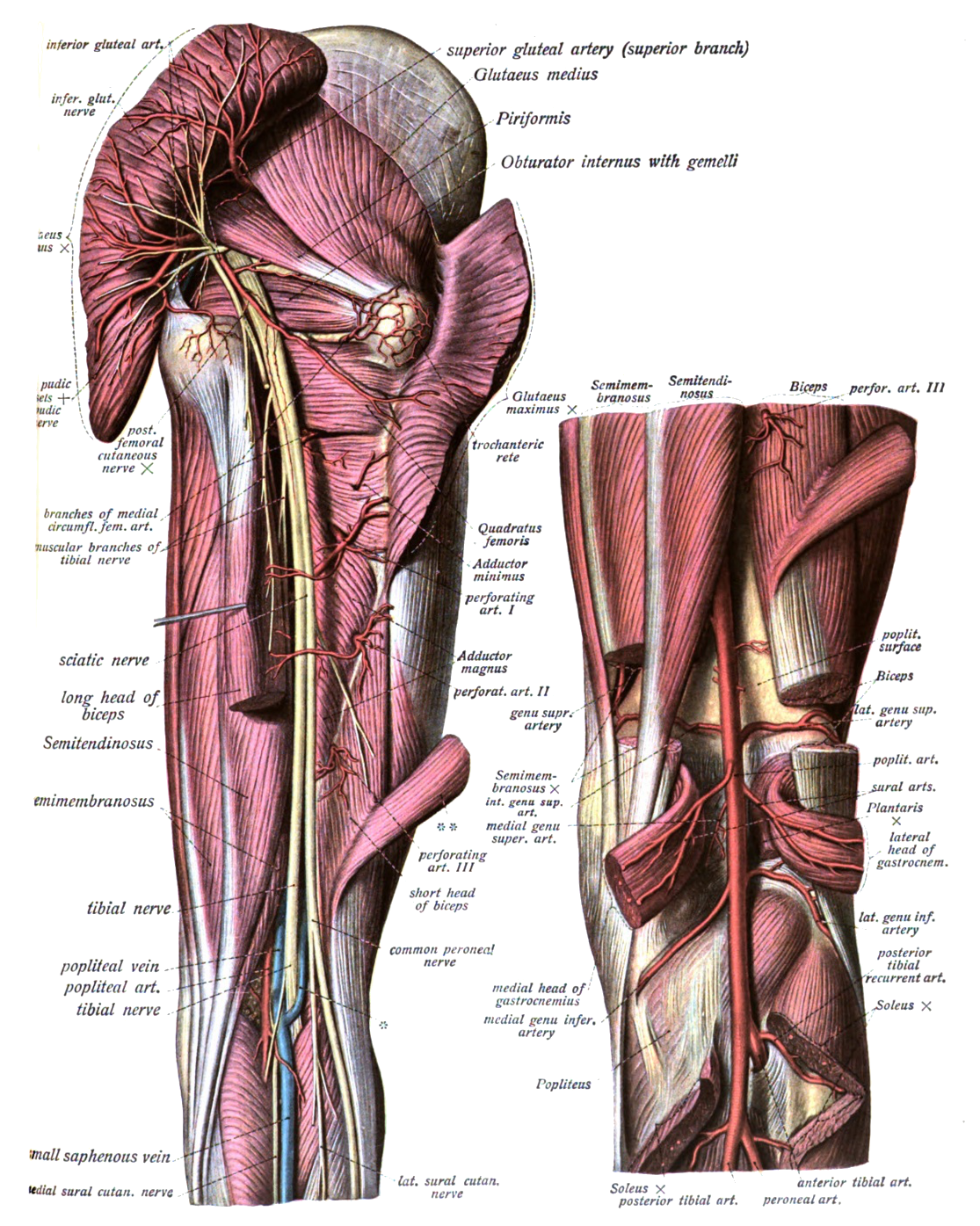
큰볼기근 아래의 신경 분포.

## 같이 보기
- 꼬리뼈
- 인체 골격근 목록